# 本宮站 (富山縣)
本宮站（日语：／ Hongu eki */?）是隸屬於富山地方鐵道的鐵路車站，座落於富山縣富山市，為立山線的車站，車站編號為T55。本車站屬無人車站，只停靠普通列車。位置上，和有峰口站一樣皆座落於富山市，這是因為原來屬中新川郡的大山町於2005年併入了富山市內而脫離了中新川郡所致。車站範圍附近為細小集落，房屋及居民人數不多，因而成為了立山線上使用人數最少的車站。2017年的統計只錄得25名上、落人次，比排尾二的田添站少近一半的客量。順帶一提的是，本站至立山站之間，過往還曾設過兩個車站：蘆峅寺站（芦峅寺駅）及粟巢野站，但這兩站都因使用人數稀少，先後被廢站，亦使這段路程成為地鐵路線中站距最長的一段。

## 車站結構

### 站房
部份建於混凝土基座上的單層架空式站房，以木板鐵架及鐵板所建成，由路面須沿十多級樓梯前往，現時仍未設有無障礙設施連接路面和站房。大門採用全落地型的玻璃門，兩側亦裝了玻璃外牆。進入站房後即為候車大堂，前方為已棄用的站務室及已圍封的售票窗口。開放式閘口位於左方，一出便可到達候車月台。
架空部份的下方為汔車停泊位。

### 月台
原建有側式月台2個，但因業務過於清淡，其中遠離站房的一邊已經棄用，相關路軌及轉轍器亦已拆走，不過與縣道67號交界的平交道上則仍然遺留了一小段舊有分岔部份的路軌。
整個月台皆位處露天，所有候車設施均設置於站房內。有效長度為3輛，列車靠近時，往立山方向為左側上落，往電鐵富山站方向為左側上落。
| 路線    | 方向 | 目的地       | 備註 |
| ------- | ---- | ------------ | ---- |
| ■立山線 | 上行 | 電鐵富山方向 |      |
| ■立山線 | 下行 | 立山方向     |      |

## 歷史
- 1937年10月1日：路線由千垣站伸延至粟巢野站（現時已廢站），是為中途站[2]。
- 1942年6月1日：千垣站～本站～粟巢野路段轉讓予日本發送電。
- 1943年1月1日：富山縣內所有鐵道會社合併於富山電氣鐵道下，改由「富山地方鐵道」管理。
- 1954年4月1日：因應千壽原站（即現時立山站的前身）開業，小見～本站～粟巢野路段的經營權由富山地方鐵道轉讓予立山開發鐵道。
- 1962年4月1日：立山開發鐵道把小見～本站～千壽原的路段的經營權交回富山地方鐵道。
- 2019年3月16日：增設車站編號[3]。

## 使用人數
「富山市統計書」把每日平均上車、下車分開計算：
| 使用人數推算 | 使用人數推算     | 使用人數推算     | 使用人數推算 |
| 年度         | 平均上車人數(人) | 平均下車人數(人) | 出處         |
| ------------ | ---------------- | ---------------- | ------------ |
| 2006         | 13               | 13               | [ 4 ]        |
| 2007         | 13               | 13               | [ 5 ]        |
| 2008         | 14               | 13               | [ 6 ]        |
| 2009         | 13               | 12               | [ 7 ]        |
| 2010         | 14               | 12               | [ 8 ]        |
| 2011         | 13               | 11               | [ 9 ]        |
| 2012         | 13               | 11               | [ 10 ]       |
| 2013         | 13               | 12               | [ 11 ]       |
| 2014         | 12               | 12               | [ 12 ]       |
| 2015         | 13               | 13               | [ 13 ]       |
| 2016         | 19               | 12               | [ 14 ]       |
| 2017         | 12               | 13               | [ 15 ]       |

## 相鄰車站
富山地方鐵道
■立山線
特急「立山」、特急「阿爾卑斯」（只限15/4至30/11）
通過
快速急行（下行）、普通
有峰口（T54）- 本宮（T55）- 立山（T56）

## 外部連結
- 富山地方鐵道本宮站公式網頁。 （页面存档备份，存于）（日語）